# William King-Noel
William King-Noel (21 février 1805 - 29 décembre 1893), est un noble et un scientifique anglais, principalement connu pour avoir été l'époux d'Ada Lovelace. 

## Biographie

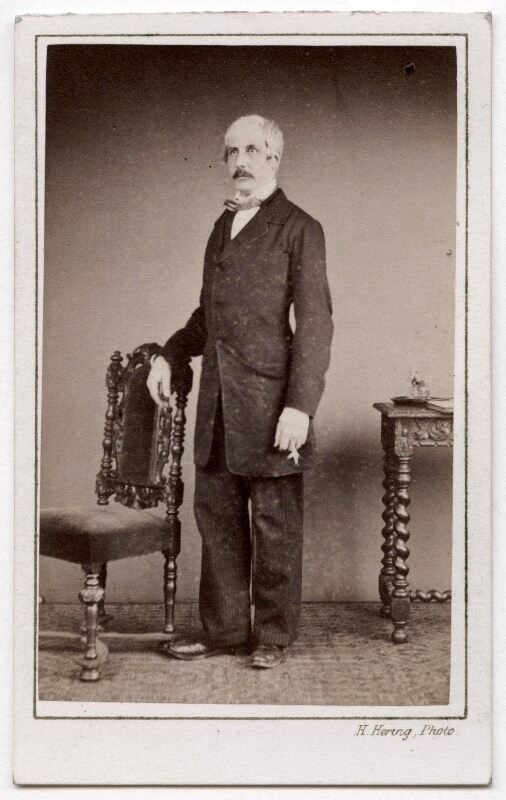
William King-Noel vers 1860

Il est le fils aîné de Peter King, et de son épouse, Hester Fortescue, petite-fille de George Grenville. L'homme politique Peter King est son frère cadet. Il hérite de la baronnie en 1833. Il est créé vicomte Ockham et comte de Lovelace en 1838 et nommé Lord Lieutenant du Surrey en 1840, poste qu'il occupe jusqu'à sa mort. Le 25 novembre 1841, il est membre de la Royal Society . En 1860, il adopte le nom additionnel de Noel. 
William King-Noel épouse Augusta Ada Byron, la première programmeuse informatique, en 1835. (Ada est la fille légitime du poète Lord Byron) Ils ont trois enfants: 
- Byron King-Noel , plus tard douzième baron de Wentworth (1836-1862)
- Annabella Isabella King-Noel (1837-1917), qui épouse le poète Wilfrid Scawen Blunt
- Ralph King-Milbanke (1839–1906)

Après la mort d'Ada Lovelace en 1852, il épouse Jane Jenkins et ils ont un fils, Lionel Fortescue King, qui devient plus tard le 3e comte de Lovelace. Lord Lovelace est décédé en décembre 1893, à l'âge de 88 ans, et son fils Ralph lui succède comme comte. 